# Blåhuvad biätare
Blåhuvad biätare (Merops muelleri) är en fågel i familjen biätare inom ordningen praktfåglar.

## Utseende och läte
Blåhuvad biätare är en generellt mörk biätare med blåaktigt till blålila på huvud, buk och stjärt, röd strupe, mörkt blåsvart ansikte, ljust azurblått i pannan och rödaktig rygg. Den kan överlappa lokalt med mustaschbiätaren (som tidigare behandlades som underart till blåhuvad biätare), men blåhuvad biätare är till skillnad från denna ljus i pannan och saknar ögonstreck. Bland lätena hörs ett tudelat "ji-up!".

## Utbredning och systematik
Fågeln förekommer i Kongobäckenet, från Kamerun till Kenya och Demokratiska republiken Kongo. Den behandlas som monotypisk, det vill säga att den inte delas in i några underarter. Tidigare betraktades mustaschbiätare (M. mentalis) vara en underart till blåhuvad biätare, men den urskiljs numera som egen art.

## Levnadssätt
Blåhuvad biätare hittas inne i skog och nära skogsbryn och gläntor där träd fallit. Trots sin färgglada fjäderdräkt är den lätt förbisedd på grund av den skuggiga miljön och dess tillbakadragna vanor.

## Status och hot
Arten har ett stort utbredningsområde, men tros minska i antal, dock inte tillräckligt kraftigt för att den ska betraktas som hotad. Internationella naturvårdsunionen IUCN listar arten som livskraftig (LC).